# Nuova camorra pugliese
La Nuova camorra pugliese è stata un'organizzazione criminale pugliese, presente soprattutto nelle province di Foggia e Taranto, la cui nascita è stata voluta da Raffaele Cutolo. Il periodo di attività della Nuova camorra pugliese va dall'inizio degli anni '70 fino a metà degli anni '80, quando fu definitivamente assorbita dalla Sacra corona unita di Giuseppe Basile.
Gli esponenti più importanti furono Aldo Vuto e Antonio Modeo, entrambi di Taranto e formalmente affiliati alla Nuova Camorra Organizzata.

## Storia

### L'influenza di Raffaele Cutolo

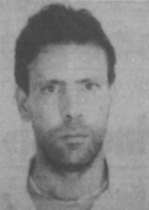
Giosuè Rizzi

La Nuova camorra organizzata pugliese (NCOP) nasce all'inizio degli anni '80 come "costola" della Nuova Camorra Organizzata di Raffaele Cutolo, attraverso accordi formalizzati in un incontro avvenuto presso l'hotel "Florio", situato sulla Statale 16 tra Foggia e San Severo, cui avrebbe partecipato lo stesso Cutolo dopo l'evasione dal manicomio criminale di Aversa. Cutolo, infatti, "delegò" due criminali pugliesi, Pino Iannelli di Foggia e Alessandro Fusco di Corato, di fondare l'organizzazione, che si impegnava a versare il 40% dei proventi delle attività criminose perpetrate in Puglia al gruppo cutoliano.
Oltre Iannelli e Fusco, altri capi della NCOP furono:
- Giosuè Rizzi, di Foggia, con la dote di "evangelista";
- Cosimo Cappellari, di Cerignola, con la dote di "santista";
- Antonio Modeo, detto il Messicano, e i suoi fratellastri Riccardo, Gianfranco e Claudio, di Taranto, con la dote di "santisti".[1]

Nel giro di pochi anni, tuttavia, l'organizzazione criminale si liberò dai vincoli con la camorra cutoliana; nel 1983 l'omicidio di Giuseppe Sciorio, camorrista al soggiorno obbligato a Foggia, considerato il luogotenente di Cutolo in Capitanata, e il successivo progressivo declino dello stesso Cutolo spianarono la strada all'autonomia della malavita pugliese, che si affiliò in massa alla Sacra corona unita, fondata nel 1983 da Giuseppe Rogoli nel carcere di Bari con il permesso dello 'ndranghetista Umberto Bellocco.

### Il ruolo di Antonio Modeo, la faida intestina al clan Modeo e la fine
Antonio Modeo e Aldo Vuto entrarono negli anni ottanta a far parte inizialmente delle cosche della 'Ndrangheta. Tramite un accordo, Taranto rientrò poi nel territorio camorrista, e ciò spinse Modeo e Vuto ad accostarsi alla NCO di Raffaele Cutolo. Iniziarono così a diventare figure di spicco della criminalità jonica, in particolare grazie all'omicidio del temuto boss Francesco Basile, che per anni aveva avuto il controllo sulla città con il contrabbando di sigarette. 
Ormai anche dei criminali di bassa lega e dei semplici teppisti potevano diventare spietati killer affiliati al gruppo Modeo. 
Infatti fino al 1990 alla NCOP si contarono circa 300 affiliati, di cui un gran numero di minori.
Il periodo fiorente finì nel 1989, quando scoppiò la faida di Taranto, un cruento conflitto che vide fronteggiarsi Antonio Modeo e i suoi fratelli, e nell'estate del 1990 il Messicano fu ucciso a Bisceglie (dove si era trasferito per sfuggire alla faida con i fratelli), per ordine di Salvatore Annacondia e con la complicità degli stessi fratelli di Modeo. Secondo le investigazioni, la motivazione fu il traffico di eroina; infatti Modeo si rifiutava di vendere droga in città, cosa che invece i suoi fratelli volevano. Inoltre, Aldo Vuto fu arrestato e ciò comportò la fine del dominio dei Modeo su Taranto e sulla provincia, ormai sotto il controllo camorrista. Gli omicidi più importanti avvenuti durante la faida familiare dei Modeo sono quelli di Salvatore e Paolo de Vitis, di Cosima Ceci (madre del Messicano), detta Meme o'Cece, e di altri componenti delle famiglie De Vitis e Modeo. 
In realtà, però, la guerra di mala fece molti più morti (che superarono i 160); ormai ogni anno si contavano dai 25 ai 30 morti e almeno una sessantina di tentati omicidi.
Dopo la caduta dei fratelli Modeo, la malavita tarantina evolvette, con clan mafiosi autonomi che iniziarono a dominare la città e tutta la provincia. Anche l'influenza della Sacra corona unita iniziò a farsi sentire, spingendo alcuni clan della zona ad allearsi con l'organizzazione. 
Nuovamente il numero delle vittime salì e fra esse si ricordano anche persone che non avevano rapporti con la malavita. Solo nel 1994, grazie a varie operazioni delle forze dell'ordine, la malavita tarantina fu sgominata.

## Processi
Nel 1984, grazie a perquisizioni a tappeto disposte dal giudice istruttore Alberto Maritati in tutte le carceri pugliesi, furono scoperti lettere e quaderni contenenti codici, riti d'iniziazione e strutture della NCOP, che portarono a 142 mandati di cattura e sfociarono nel primo maxiprocesso contro la criminalità organizzata pugliese, che si concluse presso la Corte d'assise di Bari il 24 ottobre 1986: le condanne furono 155 per associazione a delinquere semplice (non fu riconosciuta l'aggravante mafiosa prevista dall'articolo 416-bis), con pene che variarono da 8 anni a 4 mesi; la pena più alta fu quella del foggiano Giosuè Rizzi (oltre 8 anni), 7 anni al brindisino Giuseppe Rogoli (fondatore della Sacra Corona Unita), mentre Antonio Modeo e altri tarantini (Aldo Vuto, Mario Papalia e Aldo Ancora) vennero condannati a 5 anni ed altri 32 imputati furono assolti.
Antonio Modeo però venne scagionato per motivi di salute e Gianfranco e Riccardo uscirono dal carcere nel 1989. Riccardo e Gianfranco Modeo vennero arrestati a Montescaglioso (Basilicata) nel 1990 e in seguito iniziarono a collaborare con la giustizia, dando origine al maxiprocesso "Ellesponto" contro la malavita tarantina. Le loro accuse, insieme a quelle dell'altro collaboratore di giustizia Salvatore Annacondia, si rivelarono decisive per l'incriminazione dell'ex sindaco di Taranto e parlamentare Giancarlo Cito, condannato poi definitivamente per concorso esterno in associazione mafiosa. Aldo Vuto venne nuovamente processato dalla Corte d'Assise di Lecce il 23 maggio 1990.
Tra il 1992 e il 1994, dopo aver sgominato con varie operazioni i più potenti clan malavitosi della città, la DIA di Lecce si occupò dei clan della provincia e, in particolar modo, nel 1993 si registrarono vari processi e arresti che portarono alla decapitazione della criminalità jonica.